# Kryptogenius bidentatus
Kryptogenius bidentatus es una especie de coleóptero de la familia Pterogeniidae.

## Distribución geográfica
Habita en Malasia.